# Novolozuvativka, Mejova
Novolozuvativka (în ucraineană Новолозуватівка) este un sat în așezarea urbană Mejova din raionul Mejova, regiunea Dnipropetrovsk, Ucraina.

## Demografie
Componența lingvistică a localității Novolozuvativka
     Ucraineană (96,15%)
     Rusă (2,56%)
     Alte limbi (0,85%)
Conform recensământului din 2001, majoritatea populației localității Novolozuvativka era vorbitoare de ucraineană (96,15%), existând în minoritate și vorbitori de rusă (2,56%).